# Eressa discinota
Eressa discinota är en fjärilsart som beskrevs av Moore. Eressa discinota ingår i släktet Eressa och familjen björnspinnare. Inga underarter finns listade i Catalogue of Life.